# Jim Covert
Jim Covert é um ex-jogador profissional de futebol americano estadunidense.

## Carreira
Jim Covert foi campeão da temporada de 1985 da National Football League jogando pelo Chicago Bears.